# Sceloporus merriami
Espèce
Statut de conservation UICN

 LC  : Préoccupation mineure
Sceloporus merriami est une espèce de sauriens de la famille des Phrynosomatidae.

## Répartition
Cette espèce se rencontre :
- aux États-Unis dans le Texas ;
- au Mexique dans le Coahuila, dans le Chihuahua et dans le Durango.

## Liste des sous-espèces
Selon The Reptile Database (26 février 2013) :
- Sceloporus merriami annulatus Smith, 1937
- Sceloporus merriami australis Williams, Smith & Chrapliwy, 1960
- Sceloporus merriami ballingeri Lemos-Espinal, Smith, Auth & Chiszar, 2001
- Sceloporus merriami longipunctatus Olson, 1973
- Sceloporus merriami merriami Stejneger, 1904
- Sceloporus merriami sanojae Lemos-Espinal in Smith, Lemos-Espinal & Chiszar, 2003
- Sceloporus merriami williamsi Lemos-Espinal, Chiszar & Smith, 2000

## Étymologie
Cette espèce est nommée en l'honneur de Clinton Hart Merriam.

## Publications originales
- Lemos-Espinal, Chiszar & Smith, 2000 : The lizard Sceloporus merriami in Chihuahua, Mexico. Bulletin of the Maryland Herpetological Society, vol. 36, no 3, p. 86-96.
- Lemos-Espinal, Smith, Auth & Chiszar, 2001 : The subspecies of Sceloporus merriami (Reptilia: Lacertilia) in Chihuahua and Durango, Mexico. Bulletin of the Maryland Herpetological Society, vol. 37, no 4, p. 123-129
- Olson, 1973 : Variation in the Canyon lizard, Sceloporus merriami Stejneger. Herpetologica, vol. 29, no 2, p. 116-127.
- Smith, 1937 : A new subspecies of the lizard genus Sceloporus from Texas. Proceedings of the Biological Society of Washington, vol. 50, p. 83-86 (texte intégral).
- Smith, Lemos-Espinal & Chiszar, 2003 : New subspecies of Sceloporus merriami (Reptilia: Lacertilia) and the derivation of its subspecies. Southwestern Naturalist, vol. 48, no 4, p. 700-704.
- Stejneger, 1904 : A new lizard from the Rio Grande Valley, Texas. Proceedings of the Biological Society of Washington, vol. 17, p. 17-20 (texte intégral).
- Williams, Smith & Chrapliwy, 1960 : Turtles and lizards from northern Mexico. Transactions of the Illinois State Academy of Science, vol. 53, p. 36–45 (« texte intégral »(Archive.org • Wikiwix • Archive.is • Google • Que faire ?)).